# Der Solist – Kein Weg zurück
Kein Weg zurück ist ein Kriminalfilm des Regisseurs Carlo Rola aus dem Jahr 1999 und der Pilotfilm der vierteiligen Fernsehreihe Der Solist. Neben Thomas Kretschmann als Kommissar Philip Lanart verkörpert Iris Berben die Rolle der drogenabhängigen Prostituierten Maja.

## Handlung
Maja, eine polizeibekannte Prostituierte, wird angeblich Zeugin eines Mordfalles und meldet sich bei der Hamburger Polizei, um ihre Aussage zu machen. Jedoch möchte sie im Gegenzug in ein Kronzeugenschutzprogramm aufgenommen werden. Sie hat angeblich mit eigenen Augen gesehen, wie eine Dame, ganz in Schwarz gekleidet, in einen Verkehrsunfall verwickelt wird, bei dem sie zwischen zwei Fahrzeugen eingeklemmt und dadurch getötet wird.
Ihre Aussage wird aufgenommen und der Verkehrsunfall ad acta gelegt, da von der Polizei kein kriminalistischer Hintergrund vermutet wird. In das Kronzeugenschutzprogramm wird sie dennoch aufgenommen, da dieser Bedingung zu Beginn der Zeugenbefragung seitens der Polizei zugestimmt wurde. Da Maja die Befürchtung äußerte, um ihr Leben fürchten zu müssen, ordnet Polizeichef Grabowski den Personenschutz für Maja durch die beiden Polizeibeamten Lanart und Marquardt an: In einem Landhaus, abgelegen von der Stadt, soll Maja versteckt und dort ständig beschützt werden.
Als die beiden Beamten durch zwei andere abgelöst werden sollen, erweist sich diese Ablösung als Falle, denn die beiden neuen Beamten wollen Maja umbringen. Es kommt zu einer Schießerei, bei der der Beamte Lanart Maja zwar retten kann, seine Kollegin Marquardt jedoch durch eine Kugel tödlich getroffen wird.
Nach der Schießerei erfährt der Beamte Lanart, dass Maja in Wirklichkeit den tödlich verlaufenden Verkehrsunfall gar nicht gesehen hat; vielmehr wurde ihr für ihre Aussage bei der Polizei von Hintermännern des Geschehens Geld geboten. Somit wird Lanart klar, dass die Polizei selbst irgendwie in die Sache mit dem Verkehrsunfall verstrickt sein muss, und ist sich nun dessen bewusst, dass er ab sofort mit Maja auf der Flucht ist, um sein eigenes Leben und das von Maja zu schützen, da er niemandem mehr vertrauen kann.

## Produktionsnotizen
Der Auftaktfilm der Kriminalfilmreihe Der Solist hatte am 30. Oktober 1999 zur Hauptsendezeit im ZDF seine Premiere im deutschen Fernsehen. Der Drehort war Hamburg.

## Kritiken
„Düsteres, raffiniert eingefädeltes Spiel“

„Thomas Kretschmann überzeugt als einsamer Bulle.“